# 弹陀普罗
彈陀普羅（Dantapura）是古代印度的一個都城，位於今日印度東部奥里萨邦的海岸。根據印度史詩《摩訶婆羅多》的5章23節，彈陀普羅是羯陵伽的首都。在《摩訶婆羅多》裡，般度五兄弟最小的薩哈兌瓦據說曾造訪這裡。
「彈陀普羅」這個名字來自泰卢固语，意思就是「佛牙」，因為相傳現時在斯里蘭卡存放的佛牙舍利就是從這裡運往今日的斯里蘭卡。